# Boris Sekulić
Boris Sekulić (Kirin Serbia: Борис Секулић, sinh ngày 21 tháng 10 năm 1991) là một hậu vệ bóng đá người Slovakia gốc Serbia hiện tại thi đấu cho ŠK Slovan Bratislava.

## MFK Košice
Sinh ra ở Zemun, Boris Sekulić gia nhập MFK Košice lúc 19 tuổi. Sekulić là một cầu thủ thường xuyên của đội dự bị MFK Košice, có 13 lần ra sân. Ngày 3 tháng 3 năm 2012, anh ra mắt cho đội một, thi đấu hết trận trong chiến thắng 1–0 trên sân khách trước 1. FC Tatran Prešov.

## Cuộc sống cá nhân
Vào tháng 8 năm 2017, Sekulić được cấp quốc tịch Slovakia.